# 蓮光寺 (葛飾区)
蓮光寺（れんこうじ）は、東京都葛飾区にある真宗大谷派の寺院。

## 歴史
創建年代は不明である。元々は遠江国城東郡横須賀（現・静岡県掛川市）に位置していたが、三河国碧海郡安祥（現・愛知県安城市）に移転した。
1609年（慶長14年）、広闡庵了賢が江戸神田に移転した。了賢は松平家の家臣本多忠豊の養子で、俗名は「本多忠春」であった。後に本願寺法主教如の弟子となった人物である。
1657年（明暦3年）の明暦の大火後、江戸町内を転々とし、最終的に下谷の本願寺添地（現・東京都台東区東上野）に落ち着いた。
1923年（大正12年）の関東大震災で伽藍を焼失し、1927年（昭和2年）に現在地に移転した。
境内には松の木が植えられていることから、別名「亀有の松寺」と呼ばれている。

## 交通アクセス
- 亀有駅より徒歩10分（経路案内）。